# マクドネル・ダグラス MD-11
マクドネル・ダグラス MD-11
McDonnell Douglas MD-11
KLMオランダ航空のMD-11
(同社は最後までMD-11の旅客型を運航した)
- 用途：旅客機、貨物機
- 製造者：マクドネル・ダグラス社（後にボーイング 社と合併した)
- 運用者
  - フェデックス・エクスプレス
  - UPS航空
  - ウエスタン・グローバル・エアラインズ
- 初飛行：1990年
- 運用開始：1991年
- 運用状況：運用中（貨物機のみ）

マクドネル・ダグラス MD-11（McDonnell Douglas/Boeing MD-11、エムディー・イレブン）は、マクドネル・ダグラス（現ボーイング）社製の三発式大型ジェット旅客機。マクドネル・ダグラス DC-10の改良型で、のちにボーイング社に買収されることになるマクドネル・ダグラス社が最後に製造した大型旅客機でもあった。本機以降、2023年現在に至るまで三発エンジン式大型ジェット旅客機は開発されておらず、「最後の三発機」とも呼ばれる。
単に「市場」と表記した場合は旅客機販売市場を、単に「マイル」と記した場合はノーティカルマイル（海里）をあらわすものとする。

## 概要

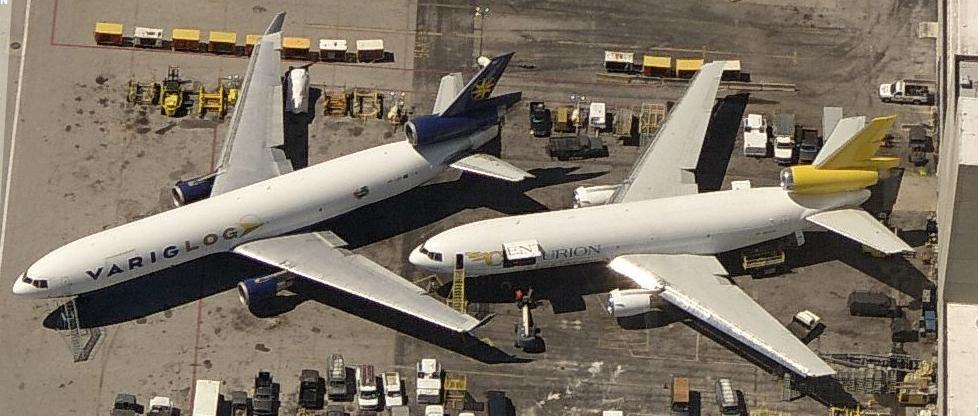
MD-11（左）とDC-10（右）

1970年代に就航したDC-10に改良を加えて近代化した機体である。ボーイング747では需要に対して大きすぎる路線にDC-10が投入されたように、ボーイング747-400では大きすぎる中長距離路線に投入されることを見込んで開発された。
開発は1986年より開始された。1990年1月10日に初飛行。1991年から運用を開始。旅客型のほか、貨物専用型、貨客混載のコンビ型なども生産された。
改良点としては、胴体の延長 (5.66 m) ・主翼端へのウィングレットの装着・コクピット内の改良（グラスコックピット化）などがなされた。エンジンはDC-10と同じく、主翼下に2基、垂直尾翼の基部に1基の計3基搭載している。重心位置の変更により、DC-10と比べて水平尾翼が7割程度の大きさに小型化されているのも特徴である。
この機体以降、3発エンジンワイドボディ旅客機は開発されておらず実質上「最後の3発エンジン大型旅客機」となっている。また定期旅客運航に使用された中で唯一、航空機関士を要しない2人乗務の3発エンジン旅客機である。

## 沿革

### 開発の経緯

#### 胴体延長型の構想
マクドネル・ダグラスでは、1970年に3発式のワイドボディジェット旅客機であるDC-10を初飛行させており、当時のライバル機であるロッキードのL-1011トライスターの販売合戦には勝っていたものの、1970年代以降の航空旅客数の大幅な増加により、当時としては超大型機であったボーイング747には発注数は及ばなかった。しかし、アメリカ空軍から派生型となるKC-10エクステンダーの受注を得ていたことから、生産ラインの維持には成功していた。
DC-10は航空会社の要望に応える形で、各種の派生型を揃えていたがそれらは翼幅などの拡大はあったものの、どの型も胴体は共通であった。DC-10では当初から胴体延長（ストレッチ）を考慮した設計としており、40フィート（12.19メートル）までは無理なく胴体延長できるように、40フィート延長しても離陸時の機首上げの際に尾部が接地しないような形状としていたのである。
しかし航空会社からのまとまった注文がなければ胴体延長型の開発には着手できない。マクドネル・ダグラスは1973年に「スーパーDC-10」と呼ばれる、胴体を25フィート（7.62メートル）延長した仕様と40フィート延長した仕様を提案していたが、これに関心を示す航空会社はなかった。
次に胴体延長型の提案がされたのは1979年で、以下の3タイプが提案された。
DC-10スーパー61胴体を40フィート延長、座席数は各クラス合計で390席とする。アメリカ国内線用として短距離での大量輸送を図ったモデルで、最大離陸重量は52万ポンド（235,870キログラム）。
DC-10スーパー62胴体を26フィート（8.13メートル）延長、座席数は各クラス合計で350席。主翼の翼幅を14フィート（5.49メートル）拡大し、DC-10-30では2輪であった中央脚を4輪とした上で、搭載エンジンのパワーアップにより、最大離陸重量は62万ポンド（281,230キログラム）まで高めた上で、航続距離はDC-10-30と同レベルを確保する。
DC-10スーパー63上記のスーパー61の胴体とスーパー62の主翼を組み合わせたもので、スーパー61の航続性能向上型に相当。
胴体を40フィート延長した場合、全長は67.21メートルとボーイング747（全長70.7メートル）に近いものとなる。マクドネル・ダグラスでは運航経費や1座席あたりの燃料消費もボーイング747より低減できるとして売込みを図ったが、ユナイテッド航空やノースウエスト航空が関心を示したものの、発注には至らなかった。
さらに、マクドネル・ダグラスではDC-10スーパー30・スーパー40というモデルの提案を行った。これは胴体の延長は18.4フィート（5.61メートル）にとどめ、主翼はベース仕様となるDC-10-30・-40のままでエンジンのパワーアップを行うというものであった。また、胴体延長型とは別に、DC-10スーパー10と呼ばれる仕様の提案もされたが、これはDC-10のエンジンを推力20トンクラスのエンジンに変更した上で、主翼にウイングレットを追加することで、巡航性能及び経済性の改善を図るものであった。

#### 旅客機のハイテク化の波
一方で、1980年代に入るとワイドボディ旅客機のハイテク化が進むようになった。ボーイングはグラスコックピットを採用し、航空機関士の乗務を不要としたボーイング767を1981年に初飛行させ、次いでエアバスも同様に航空機関士の乗務が不要なA310を1982年に初飛行させた。さらに、ボーイング747も1985年にグラスコックピットを採用したボーイング747-400の開発を発表した。以後の旅客機では、機体の大きさに関わらず2人乗務機が常識となってゆくが、これはその前兆でもあった。
このような流れの中では、航空機関士の乗務が必要な3人乗務機であるDC-10の販路が狭くなることは必至であり、マクドネル・ダグラスは対抗する機種を市場に送り込む必要があった。
そこで、マクドネル・ダグラスでは1982年にMD-100と呼ばれるDC-10の発展型を提案した。この案では、グラスコックピットの採用により航空機関士の乗務を不要とし、全ての仕様にウイングレットが装備されることになった。この時には以下のような仕様が提示された。
MD-100-10DC-10の胴体を5フィート（1.52メートル）短縮して自重を軽減
MD-100-20DC-10の胴体を21.7フィート（6.61メートル）延長
MD-100-30DC-10の胴体を40フィート（12.19メートル）延長
しかし、これらの提案に対しても航空会社からの発注はなく、1983年11月にMD-100の計画中止が決定された。
それでも、マクドネル・ダグラスはDC-10の発展型の開発を完全に諦めたわけではなく、1984年にはMD-XXXとして検討を再開した。その後この発展型はMD-11Xという名称に変更されたが、当初の案では開発費用が多額になるグラスコックピット導入やウイングレット装着を見送り、DC-10と同じ胴体を持つMD-11-10型と、胴体を22.5フィート（6.86メートル）延長するMD-11X-20型を作ることになっていたが、その後グラスコックピット導入という方針に変更された。

### ローンチ
翌1985年6月のパリ航空ショーにおいて、マクドネル・ダグラスはMD-11Xの開発構想を発表した。この時点では、グラスコックピット導入により航空機関士の乗務を不要とするとともに、旅客定員と貨物搭載量の増加、真空式便所の設置などを特徴とする中長距離機という位置づけであった。同年7月29日には航空会社への売り込みも承認され、同年末までにはウイングレット装着を行うことに変更されるとともに、DC-10と同じ胴体の仕様は設定せず、胴体の延長は18.6フィート（5.67メートル）とした仕様を標準仕様とすることになった。
この時点でほぼ仕様は固まり、確定発注52機・オプション40機の受注を集めたことにより、1986年12月30日にMD-11の名称によりローンチが決定されたのである。
マクドネル・ダグラスでは、MD-11の導入メリットとして次の2点を挙げていた。
1. 大型4発機と航続距離と搭載量（ペイロード）が同等であり、搭載エンジン数が少ない分だけ燃料消費と整備コストが低減できる。
2. 大型双発機と航続距離とペイロードが同等であり、洋上飛行の制限がないために柔軟な経路設定が可能。

### 開発の難航
MD-11では、機体形状や後方の第2エンジンの取り付け方法などはDC-10をそのまま引き継いだ。これは開発のコストや期間を削減するには当然と考えられた方策であった。
だが、開発は大幅に遅れた。ローンチ当初、1号機は1989年3月ごろに初飛行という予定であったがマクドネル・ダグラス社内組織の大幅な改編などが影響し、作業が進まなかったのである。ロールアウト時にも特別な式典などは行わず、実際に初飛行したのは1990年1月10日と、9ヶ月遅れとなった。
さらに飛行テストを進めていくにつれ、ローンチ当初に航空会社に約束していた性能に達しないことが明らかになってしまった。それは機体の空気抵抗が多少高めであったことも影響していたが、エンジンの燃費率が予想より高いうえ機体の自重が設計値よりも4,000ポンド（1,800キログラム）ほど超過していたのである。
ローンチ当初のMD-11の性能は、7,000マイル（12,960キロメートル）の区間を飛行する場合、61,000ポンド（27,670キログラム）のペイロードが可能なはずであった。しかし飛行テストではゼネラル・エレクトリックのCF6型エンジンを搭載した機材の場合、7,000マイルの飛行で許容されるペイロードは48,500ポンド（22,000キログラム）（乗客に換算すると60人分の減少に相当）で、61,000ポンドのペイロードでは航続距離が6,500マイル（12,040キロメートル）となった。またプラット・アンド・ホイットニーのPW4000型エンジン搭載した機材の場合はさらに航続距離が6,270マイル（11,610キロメートル）となった。
マクドネル・ダグラスではエンジンメーカーへ性能向上や燃費改善を迫る一方で、自重の減少や空気抵抗の低減策をまとめた（後述）が、既に開発が遅れている中、実際に適用されるのがさらに2年先ということになった。このため、シンガポール航空をはじめとして発注をキャンセルする航空会社もあった。また、キャンセルとはならなかった航空会社へも、計画遅延と性能不足に対しての賠償責任まで生じることになった。

### 販売不振
1990年11月8日に型式証明を取得し、同年11月29日にはフィンエアーへの引渡しが開始され、同年12月20日にはフィンエアーで商業運航が開始されたがその後販売数は伸びなかった。前述の通り、予定性能に達しなかったためにネガティブな印象となってしまったことも一因であるが、3発機自体が中途半端な位置づけになってしまったのである。
ローンチ当初に説明された、大型4発機と比較した利点において、確かにMD-11の長距離仕様 (MD-11ER) では7,144マイル（13,228キロメートル）の航続距離を有し、ボーイング747の航続距離（7,135 - 7,284マイル）と比較しても遜色はないが、乗客定員はボーイング747と比較すると少なくなるため、座席あたりのコストが高くなってしまう。座席数を増加させると今度は航続距離が短くなってしまうため、航空会社はボーイング747導入に動くことになった。また、同時期に開発が進んでいた4発機エアバスA340はMD-11と同程度の座席数ながら航続距離で勝っていた。
一方で、大型双発機と比較した場合の利点についても、双発機の洋上飛行について運用拡張が認められることになり（ETOPS認定）、エンジン1基が停止した際に着陸できる空港までの所要時間として認められる時間も当初120分程度だったものが180分に延長されるとそれまでMD-11が運航されていた路線が双発機でも運航できることになり、経済性の観点から航空会社はボーイング767や777、エアバスA300-600RやA330といった同程度の乗客定員の双発機を選ぶようになった。
こうしてボーイングはボーイング747と双発機、エアバスも双発機を送り出し着実に市場シェアを確保していった。特にエアバスのシェアはマクドネル・ダグラスのシェアを奪い取る形で拡大された。それに対してマクドネル・ダグラスには3発機のMD-11しかなかったのである。

### 生産終了
1990年代に入ると、中近距離用ナローボディ機のMD-90やMD-95と、販売が思わしくないMD-11しか持たない上に、軍用機部門も業績が上がらないマクドネル・ダグラスの業績は悪化し、他のメーカーとの協力や合併などがささやかれることになった。最終的には1997年8月4日付で、ボーイングとマクドネル・ダグラスは合併した。合併当初、ボーイングでは「マクドネル・ダグラスの製品群はそのまま受け継ぐ」と発表していたが、わずか3ヶ月後の1997年10月に、ボーイングは「MD-11については新たな受注を行わない」と発表した。
最終号機の引渡しが行われたのは2000年8月24日で、MD-11は生産開始からわずか10年で製造終了となった。初飛行の時点では確定発注126機・オプション発注189機あったが、最終的に製造数は全ての仕様を合計しても200機という結末であった。

## 機体

真横から見たMD-11の図

### 構造概説
| DC-10の第2エンジン周り。テイルコーンは丸みを帯びている |  | MD-11の第2エンジン周り。平板状となったテイルコーンと面積を縮小した水平尾翼も見える |
| DC-10の第2エンジン周り。テイルコーンは丸みを帯びている |  | MD-11の第2エンジン周り。平板状となったテイルコーンと面積を縮小した水平尾翼も見える |

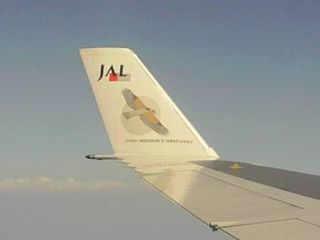
主翼に装備されたウイングレット

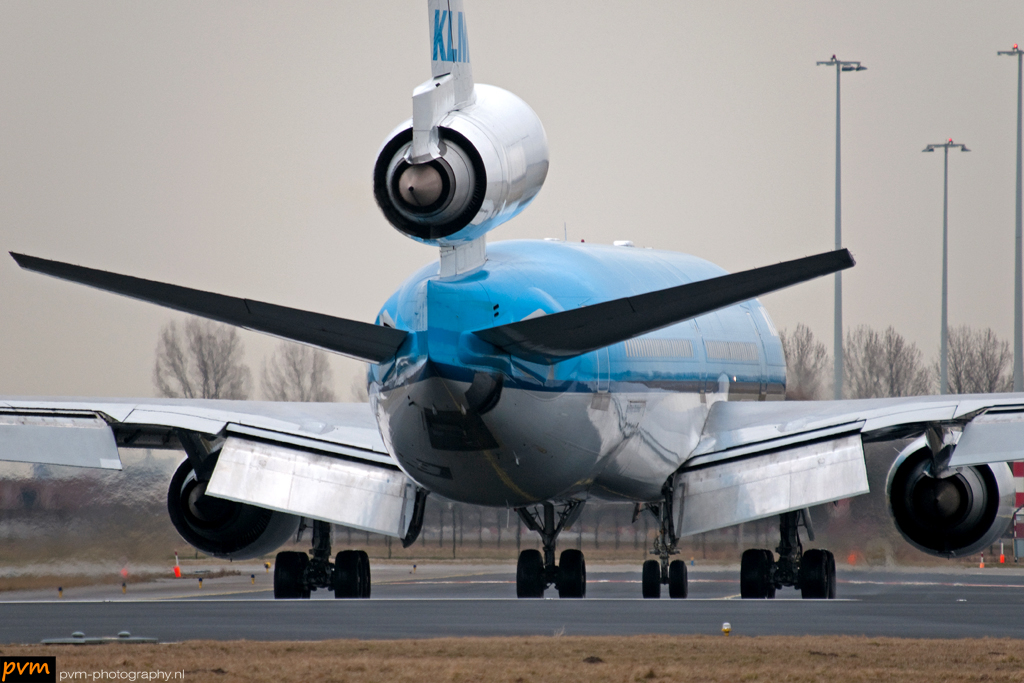
後方から見たMD-11

前述の通り、開発コスト低減のため、製造設備などはDC-10のものがそのまま活用される事になったため、基本的な機体構造はDC-10とは大きく変わるところはない。
胴体はDC-10よりも18.6フィート（5.67メートル）延長され、3クラスでの標準座席数は298席となり、DC-10と比較すると40席ほど増加することになった。また、胴体後端のテイルコーンの形状は、DC-10では丸みを帯びた形状であったのに対し、平板状とされた。
主翼端にはウイングレットが装備された。これは巡航時の誘導抵抗減少を図ったもので、高速巡航時の空気抵抗が3%減少した。
空気抵抗低減策として、マクドネル・ダグラスがもっとも強調したのは水平尾翼（スタビライザー）の面積縮小である。これは、他機に比べて揚力中心を機体の重心により近づけることとし、水平尾翼の面積をDC-10と比較して30パーセント減少させることによって空気抵抗を減少させるという方策で、空気抵抗が2パーセント、重量も0.5パーセント減少する。一般的に大型航空機は機体重心より後方に揚力中心が有る。このことで尻上がりの姿勢を取ろうとするため、その姿勢を矯正すべく水平尾翼には下向きの揚力を生じさせる（スタビライザーとの命名理由である）。水平飛行中であっても水平尾翼には下向き揚力が生じており、主翼で発生している上向きの揚力を常に下方へ減じている。この上向き揚力の一部相殺は、機体全体の空力特性には抵抗成分として現れる（ただし縦方向の外乱に強くなる）。マクドネル・ダグラスが採った水平尾翼の面積縮小は、この抵抗成分（空力的なロス）の減少が目的であった。副次効果として機体重量も前述のように減少した。また、水平尾翼内部も燃料タンク（すなわち重し）とすることで機体尾部に下向きの力を加え、さらなる水平尾翼の面積縮小を企図した。この副次効果として当然に航続距離も延び、水平尾翼内のタンクまで全て満たした場合の燃料搭載量は240,000ポンド（108,000キログラム）である。ただし、水平尾翼の面積縮小は縦方向（ピッチング）の飛行安定性を減じてしまうため、フライ・バイ・ワイヤ操縦システム側でソフトウェア的に外乱対策を行うことになった。

### エンジン
エンジンはプラット・アンド・ホイットニー PW4460またはゼネラル・エレクトリック CF6-80C2D1Fを選択できる。開発当初にはロールス・ロイストレント650エンジンの選択も考慮されていたが、発注はなかった。
第2エンジンの装着方法はDC-10と同様で、垂直尾翼をエンジンとダクトで串刺しにしたような配置となっている。

### 性能改善対策
MD-11のテスト飛行中に発覚した性能未達は、MD-11の販売上重大な支障となった。マクドネル・ダグラスでは、飛行性能の問題を改善し、開発時に保証した性能を発揮できるようにするために、パフォーマンス・インプルーブメント・プログラム（Performance Improvement Program、以下略して「PIP」と表記する）と呼ばれるプロジェクトを開始した。
PIPの改善内容は、燃料タンクの容量増大や第二エンジンダクト形状、フラップトラックフェアリングの形状変更といった大掛かりなものから、ワイパー停止時の向きのような細かいものまで多岐に渡っており、1993年以降数次にわたって公表された。これらの改善策は生産ライン上にあった機体に反映されるだけではなく、一部の改善項目は既に引渡しが行われた機体にも適用（レトロフィット）することが可能となっていた。

### 操縦システム

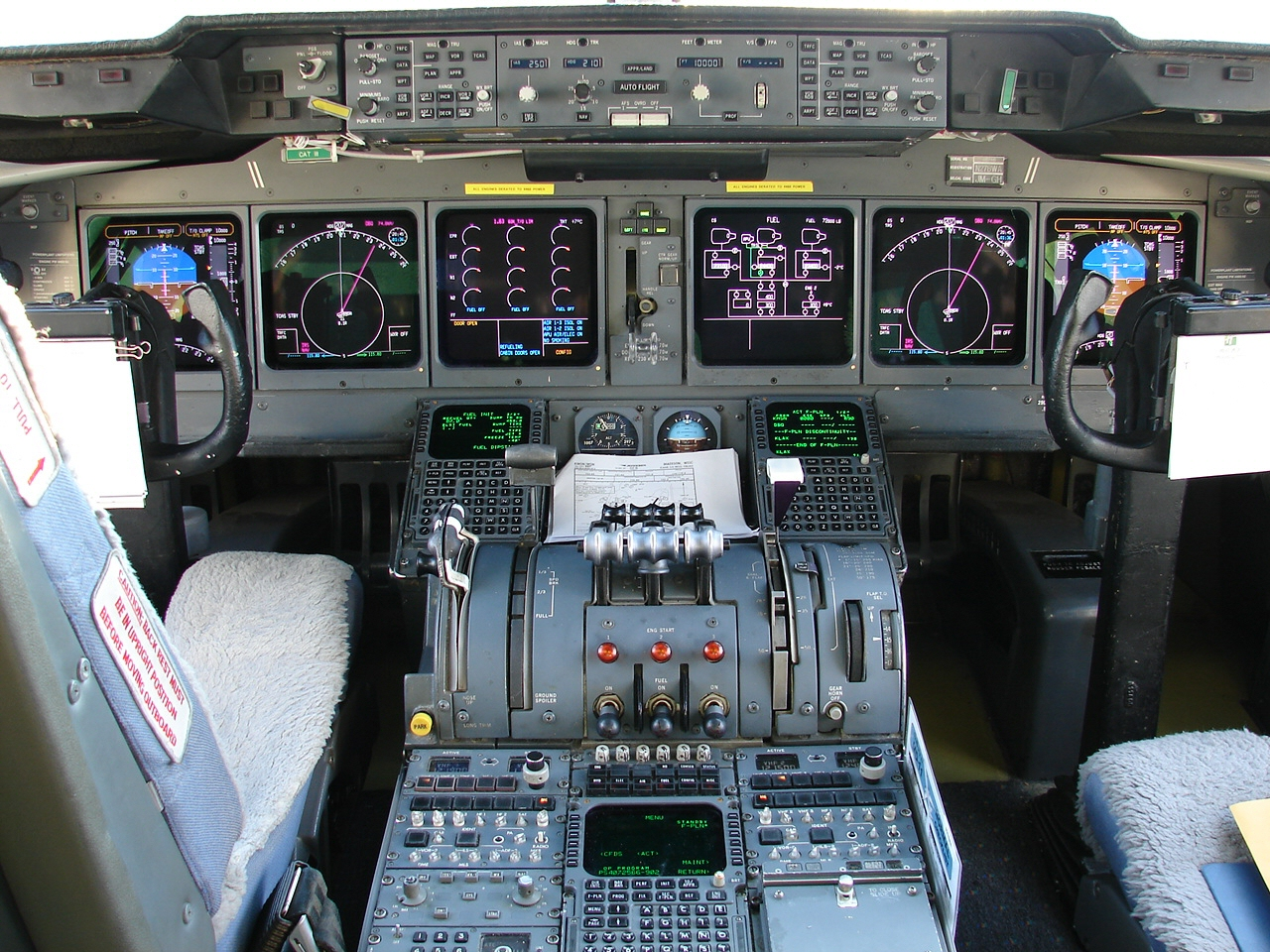
各席にCRTディスプレイが横に3つ並んだグラスコックピット

マクドネル・ダグラスのワイドボディ旅客機としては、初めてグラスコックピットが採用された。これにより、エンジン等の監視についてはコンピューター制御されることになり、航空機関士の乗務は不要となった。コックピットからアナログ計器類が大幅に減少したため、DC-10とはコックピット内の印象は大きく変わることになった。その一方で、スラストレバー周り（センターペデスタル）の装備品については、DC-10から大きく変わっておらず、フラップの下げ角度を1度刻みに設定できる「Dial a Flap」システムもDC-10から継承されている。
また、MD-11ではさらに自動化を進めるため、以下の3システムを導入した。

#### LSAS
Longitudinal Stability Augmentation Systemの略、「エルサス」と呼ばれる。日本語で表現すると「縦安定増加装置」である。
前述のように、空気抵抗を減少させるための方策として、水平尾翼の面積をDC-10と比較して30%減少させたが、そのままでは縦方向に対する安定性が損なわれる。LSASはこれを補うために装備されたシステムである。自動操縦装置の作動中に機体の角度を一定に保つほか、操縦士の手動操縦時に操縦桿に力がかからなくなると、その時の機体角度を保つ機能を有する。
このシステムはMD-11にとっては重要なシステムで、4重系統となっているうちの3系統が動作しなくても、残る1系統が正常動作していれば有効に作動する。

#### RCWS
Roll Control Wheel Steeringの略。
水平安定性を維持するためのシステムで、このシステムは自動操縦装置の作動中に機体の傾きを30度以内に保つほか、手動操縦時に30度を越える角度へ傾けようとすると操縦桿の操作を重くし、操縦桿から力を抜くと、直ちに30度まで傾き角を戻す機能を有する。

#### テイル・フューエル・マネージメント
MD-11では、水平尾翼の内部も燃料タンクとすることで航続距離の延長を図ったが、燃料の減少に伴い重心位置が移動することになる。これを補いつつ、重心位置を燃料の残量に関わらず一定に保ち、巡航性能を向上させるため、FSC（Fuel System Controller）と呼ばれるシステムを採用した。
これは、主翼・胴体の燃料タンクと水平尾翼内の燃料タンクとの間で燃料を移送するシステムで、2つの燃料タンクの残量が60,000ポンド（27,000キログラム）以上の場合に機能する。また、燃料が凍結しないために、30分毎に主翼のタンクと水平尾翼のタンクの燃料を循環させる機能も有している。また、水平尾翼のタンクの燃料残量が15,000ポンド（6,250キログラム）以下になると、水平尾翼内の燃料を全て主翼内のタンクに移送する。

### 客室

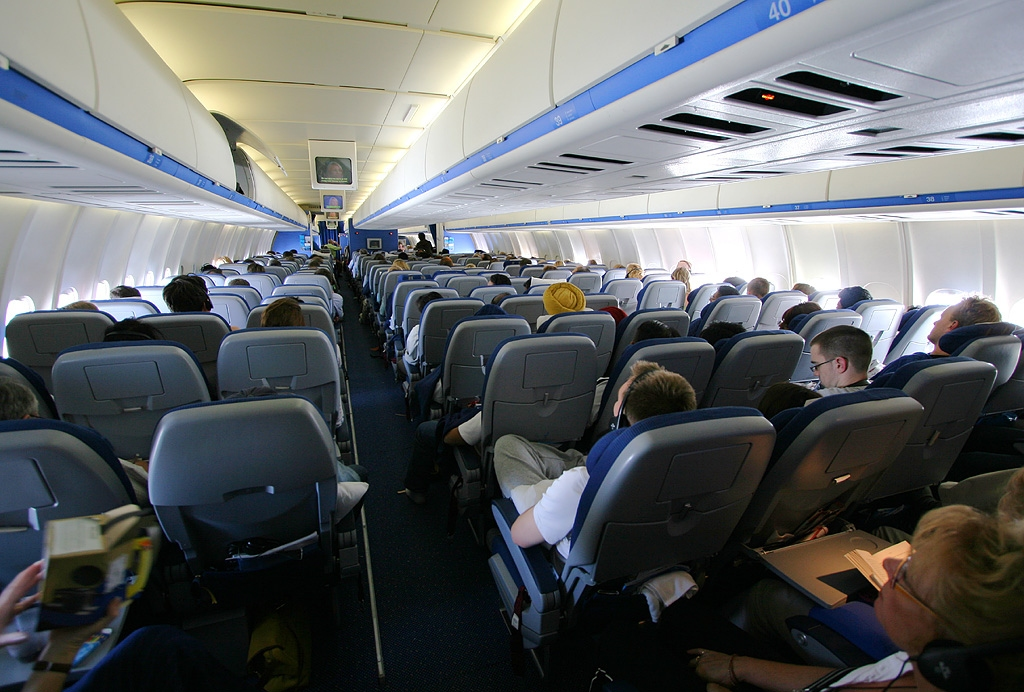
3列-4列-2列のエコノミークラス（KLMオランダ航空）

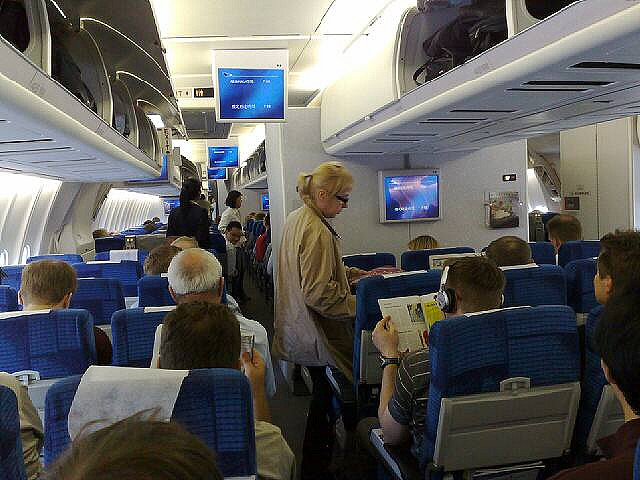
中央列上の荷物棚を開けた状態（フィンエアー）

登場当時の標準的な座席配置はエコノミークラスは横9列（2列-5列-2列か3列-3列-3列）の配置で、荷物棚（オーバーヘッド・ストウェッジ）は窓側座席だけではなく中央列上にも設けられ、1区画の長さを80インチ（2.3メートル）と大型化した。これは長尺の荷物も収容できるようにしたためである。
機内の座席配列などの配列に柔軟性を持たせており、エコノミークラスに個人用テレビなどのエンターテインメント設備がない場合は、客室仕様の変更を最大18時間で完了できる。

## 操縦特性

### 操縦が難しい機体
操縦特性としては、乗りこなすことが比較的難しいとの評価がある。

### 設計思想の誤り
前述の構造概説で記述したように、MD-11では空気抵抗の減少のために重心を後方に移動することで水平尾翼の小型化を行った。しかし、重心を後方にずらす手法は、本来運動能力向上機で採用される方法であり、（運動性能を重視する戦闘機では一般的となっていたが）旅客機においては妥当な設計思想ではなかったといわれている。
縦方向の安定性が悪い上、それをフォローするためのLSASと自動操縦装置が外れると、操縦士ではリカバリーが困難となることが後に判明した。後述する事故以外にも、自動操縦装置を切ると激しい上下動を繰り返す事例が報告されている。

## 仕様
主な仕様の比較については主要諸元表を参照。

### 開発された仕様

#### MD-11（基本型）

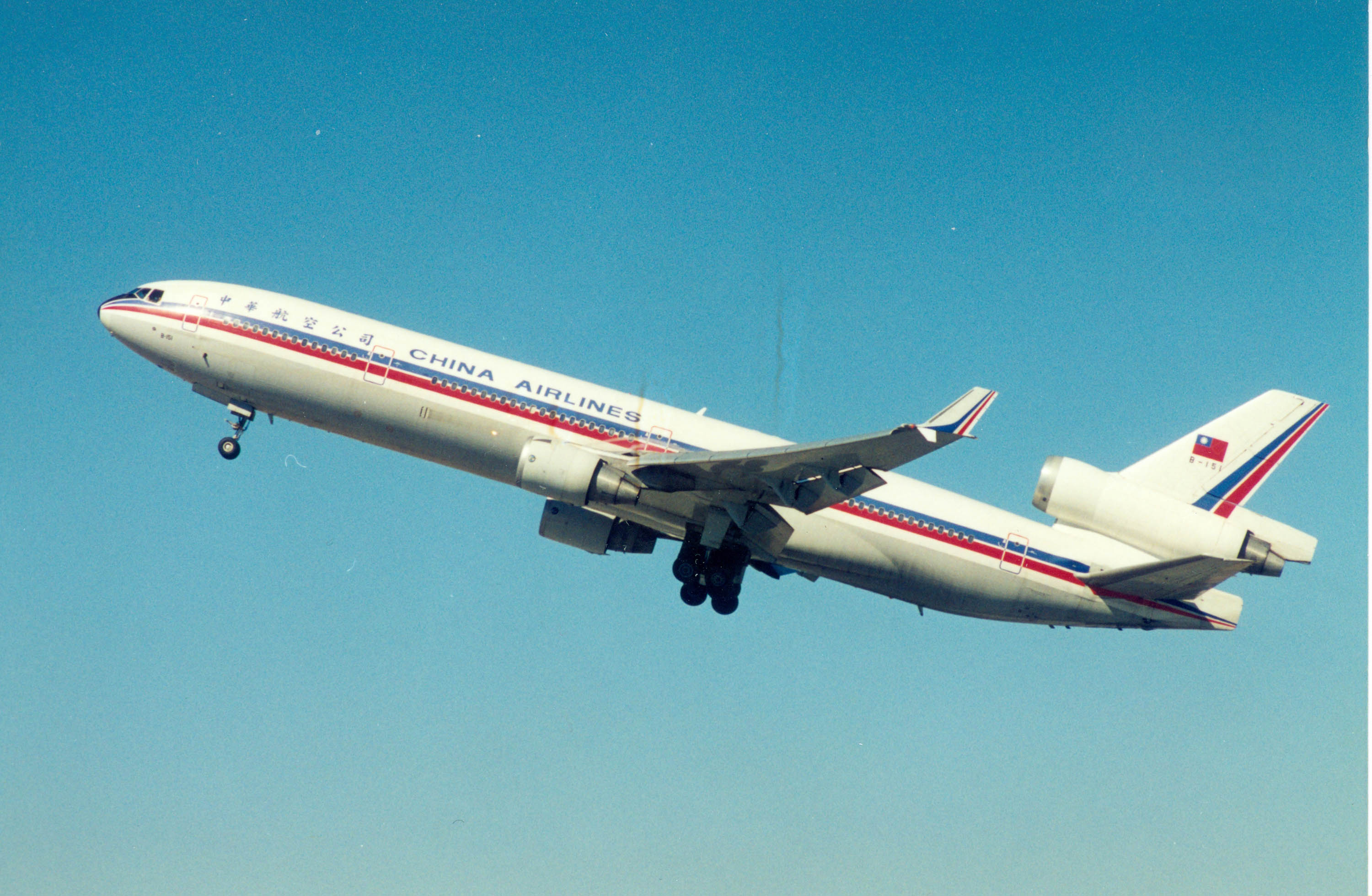
チャイナエアラインのMD-11

MD-11の基本仕様。最大離陸重量は当初計画では605,500ポンド（274,650キログラム）であったが、前述の性能改善対策だけではまだ不足であるため、段階的に引き上げを行った結果、最終的には630,500ポンド（285,990キログラム）となった。また、当初は空だった翼端まで主翼の燃料タンクを拡大し、さらにオプションで床下貨物室に補助燃料タンクを増設できるようにして、航続距離の延長に対応した。基本型の生産機数は最終的に132機となった。

#### MD-11ER（航続距離延長型）

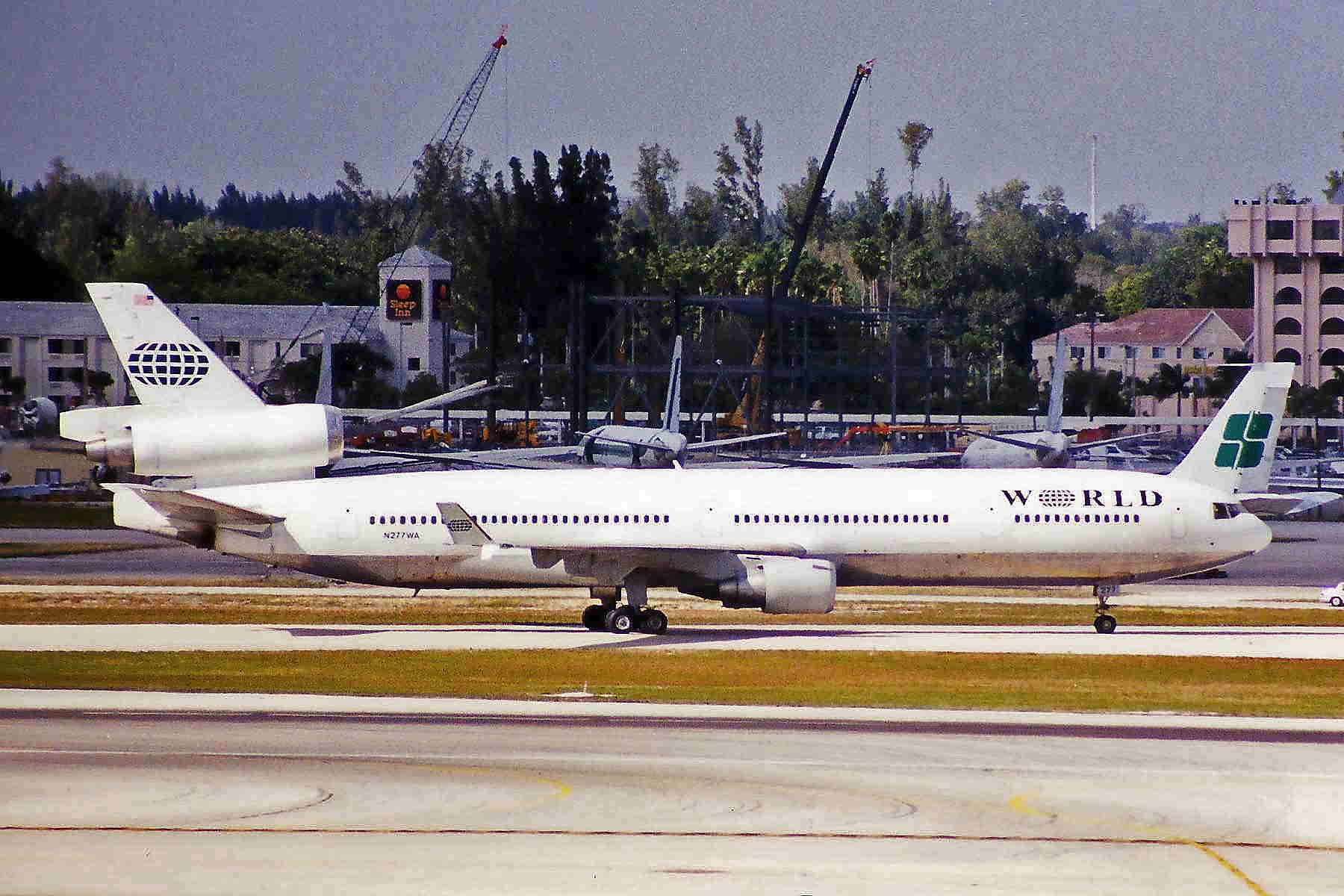
ワールドエアウェイズのMD-11ER

基本型の最大離陸重量は最終的に630,500ポンド（285,990キログラム）としてまで引き上げられたが、オプションの補助燃料タンクを2個増設した仕様は、航続距離延長型（Expanded Range、ER型）として区別された。CF6型エンジン搭載仕様がガルーダ・インドネシア航空に2機、PW4000型エンジン搭載仕様がワールド・エアウェイズに2機導入された。

#### MD-11C（貨客混載型）

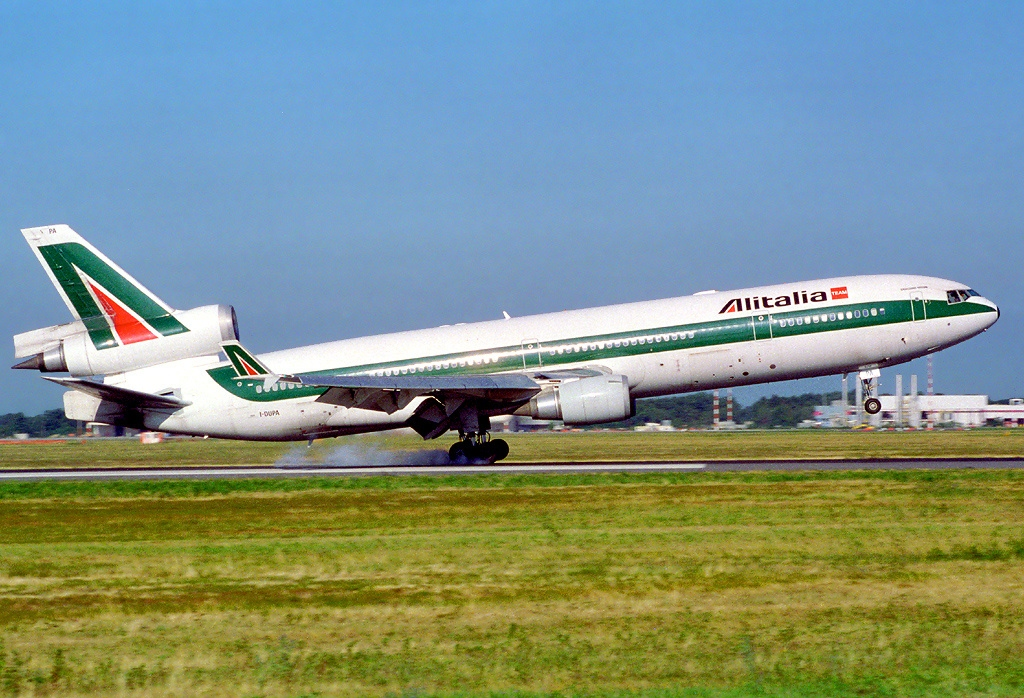
アリタリアのMD-11C

機体前方を客室、機体後方を貨物室として胴体後部の側面に幅4.06メートル・高さ2.59メートルの貨物扉を設置した。客室と貨物室の比率は変更することが可能。アリタリア航空が5機導入。

#### MD-11F（貨物型）

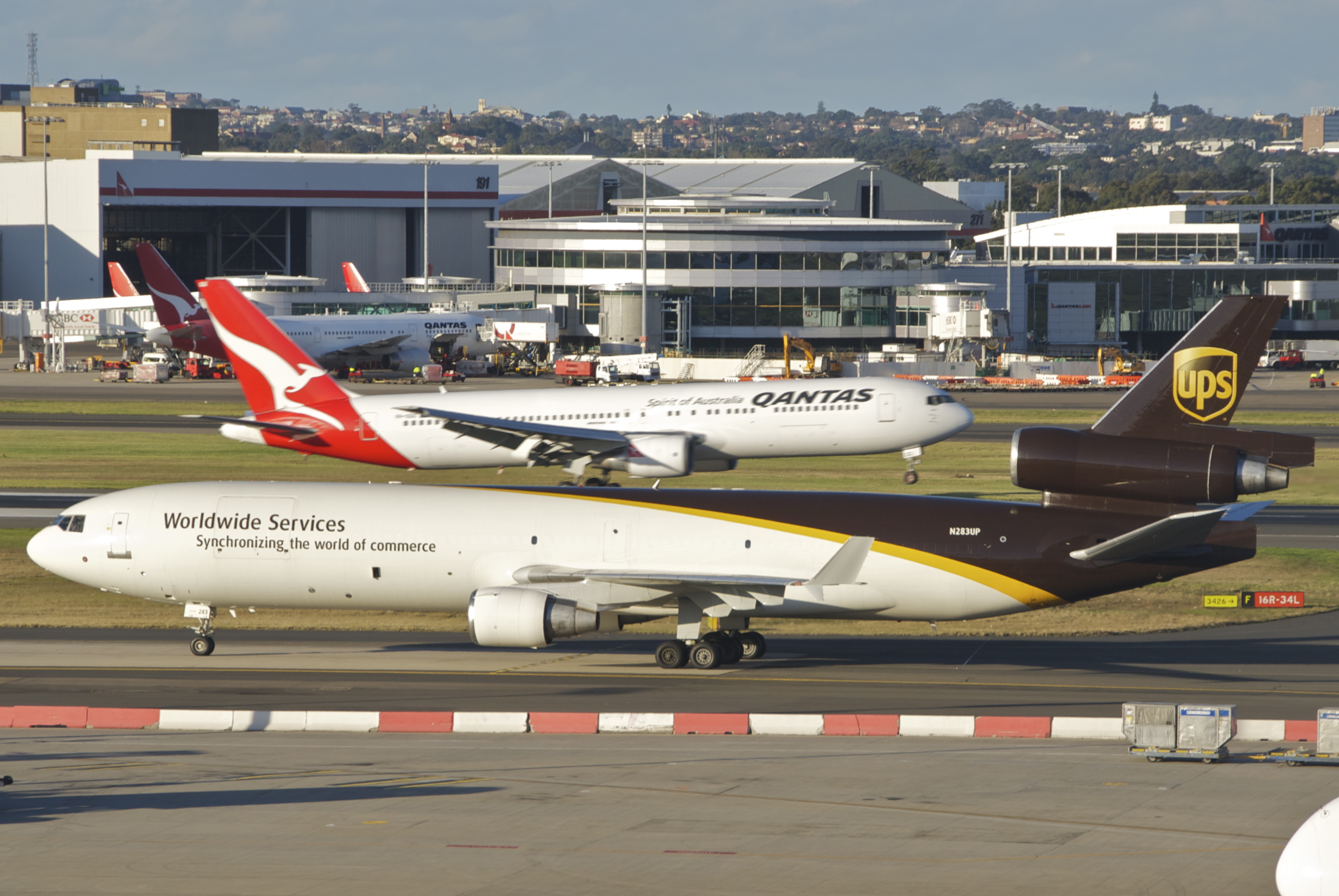
UPS航空のMD-11F

胴体前方の側面に幅3.56メートル・高さ2.59メートルの貨物扉を設置し、床を強化した純貨物型仕様。床上貨物室の容積は440立方メートルで、カーゴパレット26枚の搭載が可能で、床下貨物室の容積は158立方メートル。受注機数は53機で、2000年8月24日にルフトハンザ・カーゴに導入された機体が、MD-11最後の新造機となった。なお、その後も旅客型から貨物型への改修が行われている。

#### MD-11CF（旅客・貨物転換型）

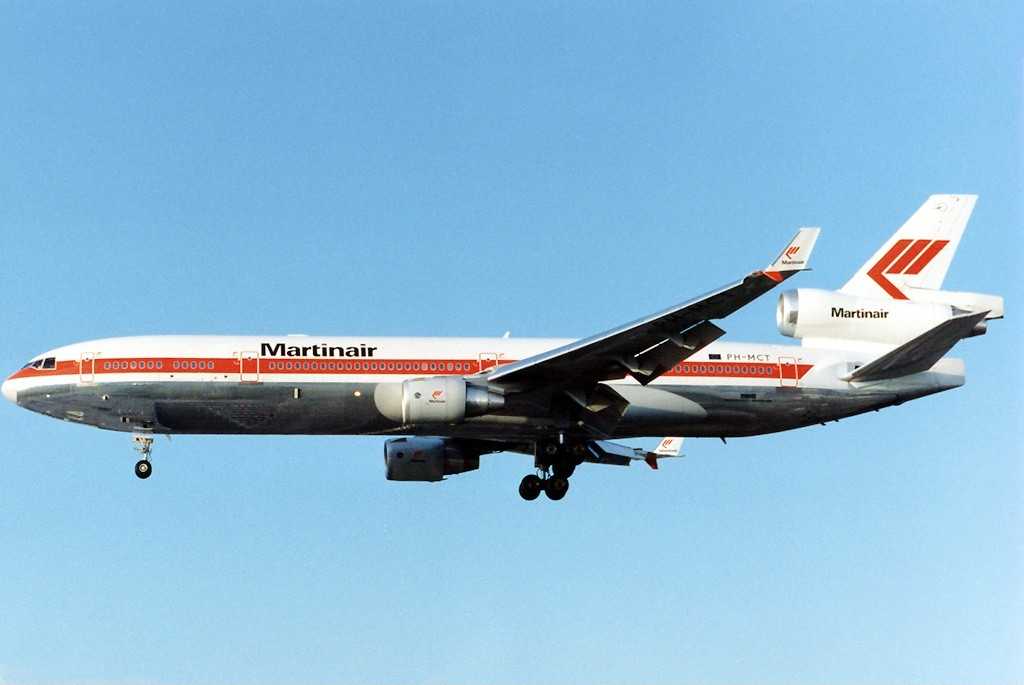
マーティンエアーのMD-11CF

旅客用と貨物用の転換が可能な「コンバーチブル型」で、貨物型と同様に胴体前方の側面に幅3.56メートル・高さ2.59メートルの貨物扉を設置しているが、客室窓・乗降扉もそのまま残されている。床上キャビン（旅客仕様なら客室、貨物仕様なら貨物室）の容積は410立方メートルと純貨物型よりやや少ない。新造されたのは6機で、マーティンエアーとワールド・エアウェイズのみ導入。旅客型からの改造も行われている。

### 計画のみの仕様

#### MD-11LR（Long Range、長距離仕様）
翼端を3.6メートルずつ延長した上で中央脚を4輪として、8,000マイル（14,820キロメートル）の航続距離を得る計画だった。

#### MD-11ストレッチ仕様
胴体を主翼の前後で合計34フィート（10.36メートル）延長する仕様。3クラスで最大337席、エコノミークラスを増やした2クラスであれば474席を設けることが出来る計画だった。

#### パノラマキャビン仕様
MD-11ストレッチ仕様の前方床下貨物室を客室として使用することで、さらに旅客定員の増加を図ったモデル。階下席にはビジネスクラスで2列-2列の配列で66席、エコノミークラスを2列-3列の配置とすると99席が設置できる計画であった。

#### MD-11XX
胴体を主翼の前後で合計12フィート（3.6メートル）延長した上で、後退角をやや小さめにした上でアスペクト比を高める新設計の主翼を組み合わせるものであった。

## 販売成績

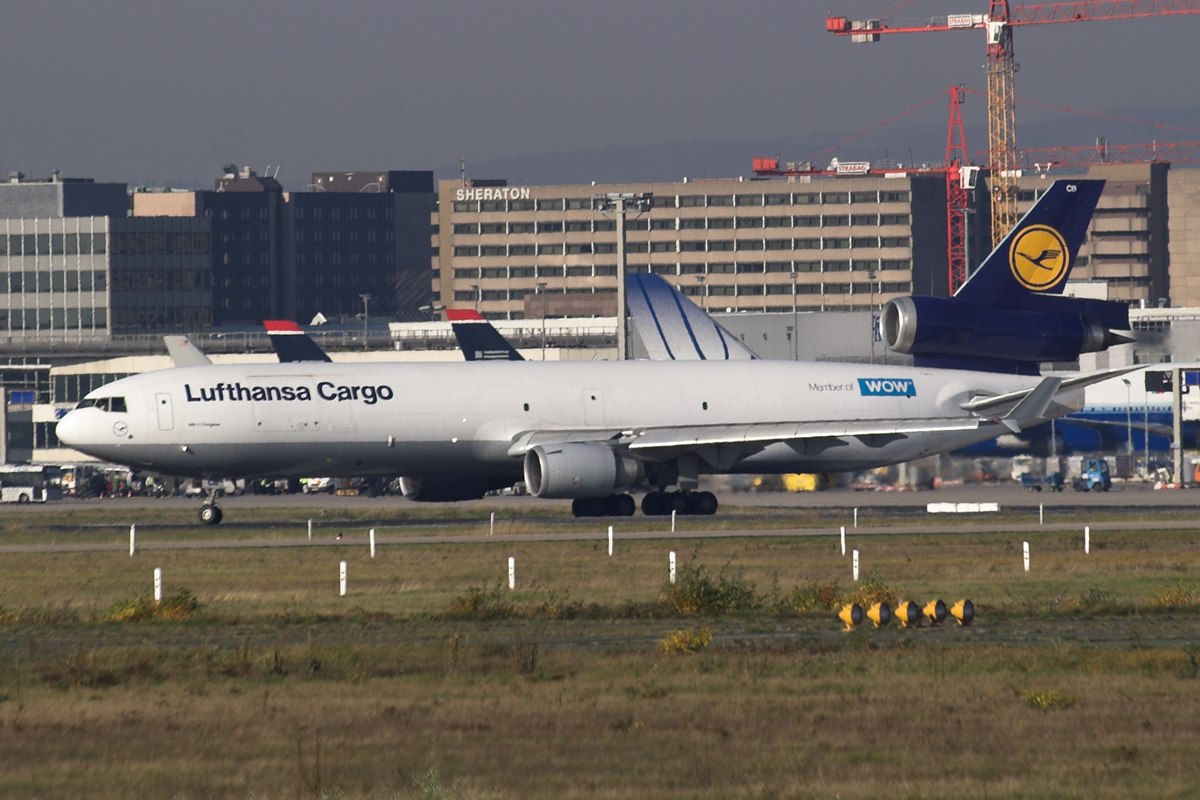
ルフトハンザ・カーゴのMD-11F

総生産数は200機で、2019年現在は旅客機としての運用は皆無で貨物機として使われているが、貨物機においても主にボーイング777Fに代替され、退役が開始されている。マクドネル・ダグラスがボーイングに吸収された際には「貨物機の需要がある」として生産の継続が検討されていたが、2001年2月に、販売成績が思わしくないことと、貨物型の需要も既に就航している旅客型からの改修で満たせること、ボーイング社の777と競合することなどから200機で生産が中止された。生産開始からわずか10年間しか製造されなかった。
販売成績が伸び悩んだ理由は、いざ飛行試験が始まると空気抵抗が予想以上に大きく、またエンジンの燃費も予想以上に悪かったこと、さらには機体重量が予定を大幅にオーバーしてしまいユーザーとなる航空会社を満足させられなかったこと、ETOPS規制の大幅緩和により飛行ルート選択における双発機に対するアドバンテージが失われたこと、生産が開始される前に、より経済性の高いエアバス社のA330やA340、ボーイング社の777などの開発が開始されたためである。
これらのライバル機材の開発の開始により、大量の発注を行っていたシンガポール航空など複数の航空会社がMD-11の発注をキャンセルしたり、日本航空の様にオプション発注のキャンセルを行った。また就航してからも、日本航空やタイ国際航空、大韓航空やアリタリア航空のように、保有しているMD-11を売却をしてこれらのライバル機を購入したり、保有はするが旅客機ではなく貨物機として運航するということが相次いだ。
マクドネル・ダグラスは当初の設計目標を達成するため、前述のように生産中に様々な改良を行っているが、航空会社からの信頼を大きく失ってしまったのも事実であり、最後まで販売を上向きにすることはできなかった。
現在は、旅客機としての役目を終えた機体の多くが貨物会社に売却されて貨物機に改造され活躍している。旅客機としては不人気でも、胴体の幅が大きく3発エンジンのため貨物搭載量が多いことから貨物機としては使いやすいので、需要が旺盛である。しかし一方では、このことが旅客機としての活躍期間を縮めてしまったという声もある。

## 導入した航空会社（一部）

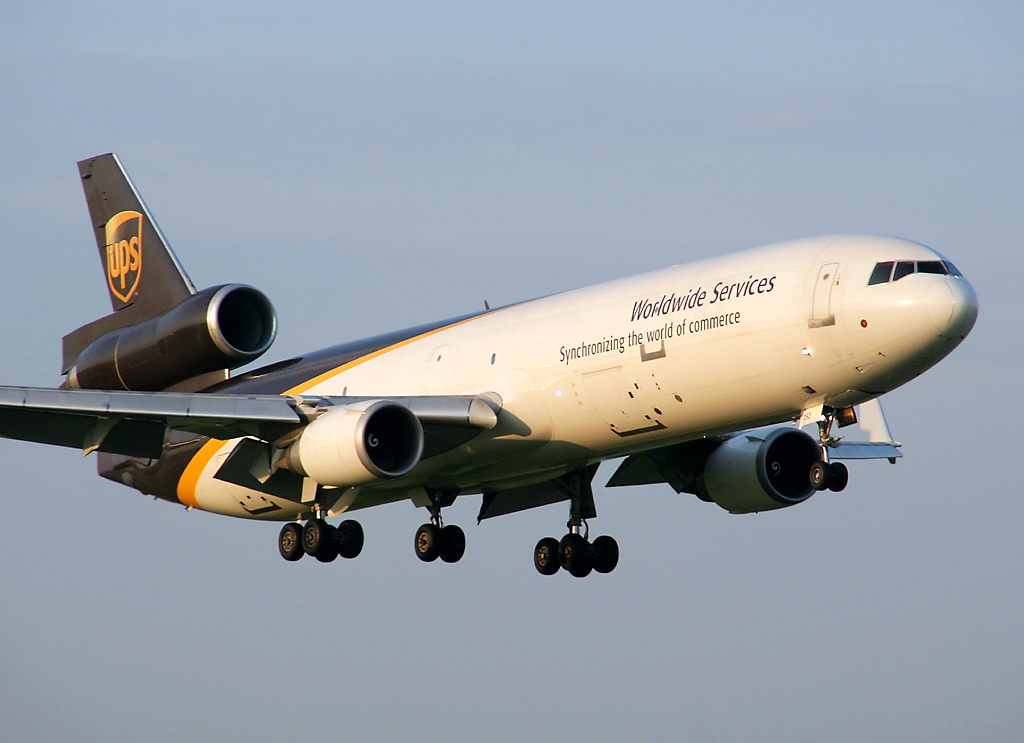
貨物機として使用されるUPS航空のMD-11F

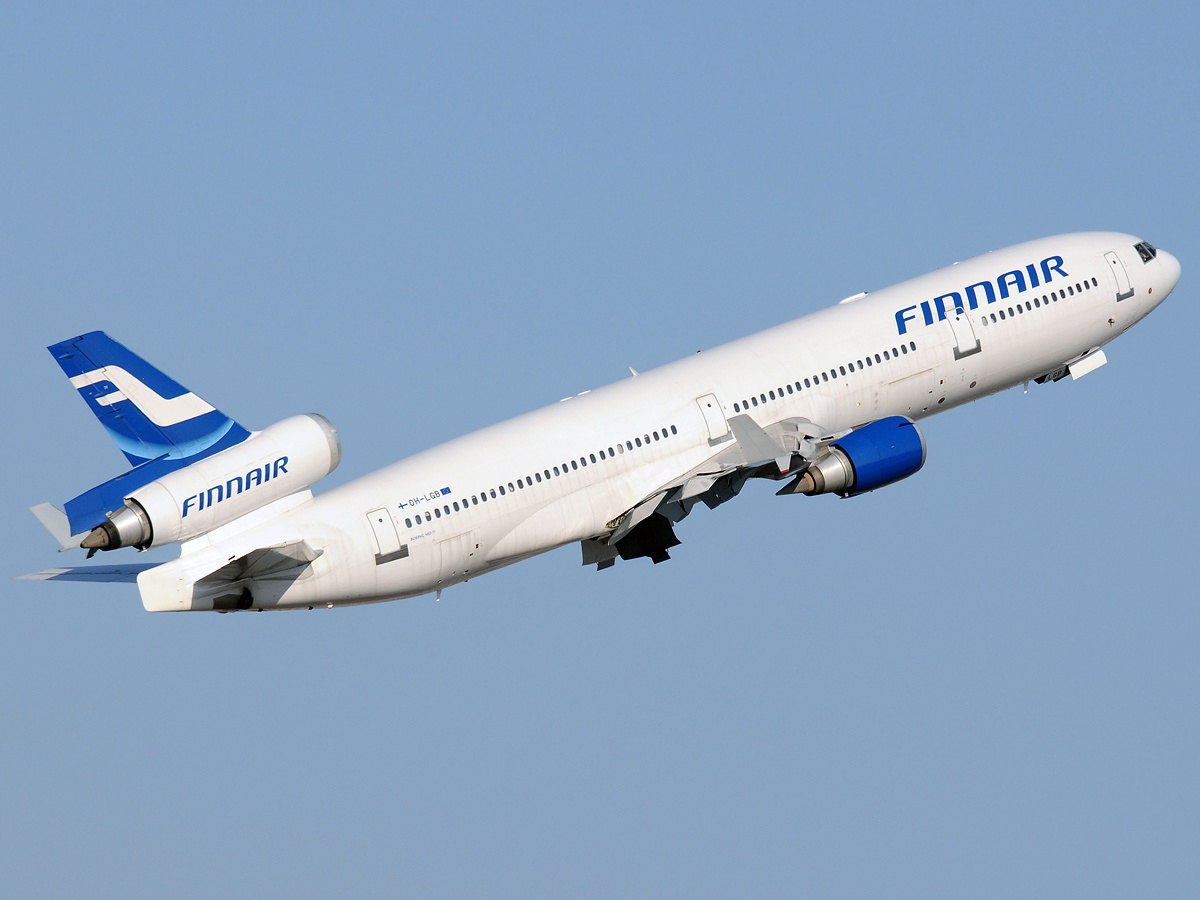
フィンエアーのMD-11（退役済）

### 現役
現在、旅客型は全機運航を終了しており、貨物型のみが運航されている。
- 貨物型
  - フェデックス・エクスプレス（自社導入機のほかアメリカン航空などからの旅客仕様機を購入しBCFへ改造により増強。）
  - UPS航空（日本航空、大韓航空、タイ国際航空、ヴァリグブラジル航空などからの旅客中古機をBCFへ改造している。）
  - ウエスタン・グローバル・エアラインズ

### 退役
- 日本航空（全機がUPS航空へ売却され現在も貨物機として就航中であり、日本路線にも導入されている。）
- 大韓航空（同上）
- チャイナエアライン
  - マンダリン航空
- 中国東方航空（引退後、3機が貨物専用機に改修されグループ会社の中国貨運航空で活躍中。残りの機体は売却されている。）
- 中国貨運航空
- 上海航空（貨物部門の上海貨運航空が保有していた。）
- タイ国際航空（引退後はUPSで活躍中。）
- フィリピン航空
- エチオピア航空
- エア・アジア（1999年から2000年にかけてワールド・エアウェイズからリース）
- ナミビア航空
- エバー航空
- アエロフロート
- ガルーダインドネシア航空
- サウジアラビア航空
- スイス インターナショナル エアラインズ（旧社名：スイス航空。引退後はフェデックス及びトランスマイルカーゴ社に売却された。）
- エア・カナダ（ワールド・エアウェイズからのリース）
- サベナ・ベルギー航空（シティ・バードからリース）
- デルタ航空（フェデックス等へ売却。）
- アメリカン航空（フェデックスへ売却。）
- ヴァリグ・ブラジル航空（フェデックスとTAM航空へ売却された。）
- VASP航空（フェデックスへ売却。）
- TAM航空（UPSへ売却。）
- エア・リンガス（全機ワールド・エアウェイズからリース、1998年と2001年にそれぞれ短期のリースがあった。）
- ルフトハンザ・カーゴ（最後の新造機を導入したほか、他社で使用していた旅客型からの転用機で運航していた。）
- フィンエアー (日本路線最後の旅客型MD-11で、運行終了後2機が貨物機へ改造され、残りの機体は売却されている、中部国際空港開港後約8年間MD-11を使用して運航。)
- ノルディック・グローバル航空（元フィンエアーのMD-11を貨物専用機に改修の上、2015年5月の運行停止まで2機保有していた。）
- LTUインターナショナル
- エル・アル航空
- アリタリア
- KLMオランダ航空（2014年10月25日モントリオール便を最後に全機退役した。最後のMD-11旅客型定期便。）
- センチュリオン・エアカーゴ
- マーティンエア（貨物型の他コンバーチブル型も保有していた。）
- ワールド・エアウェイズ
- スカイ・リース・カーゴ（英語版）

## 日本におけるMD-11

### 日本航空（JAL）

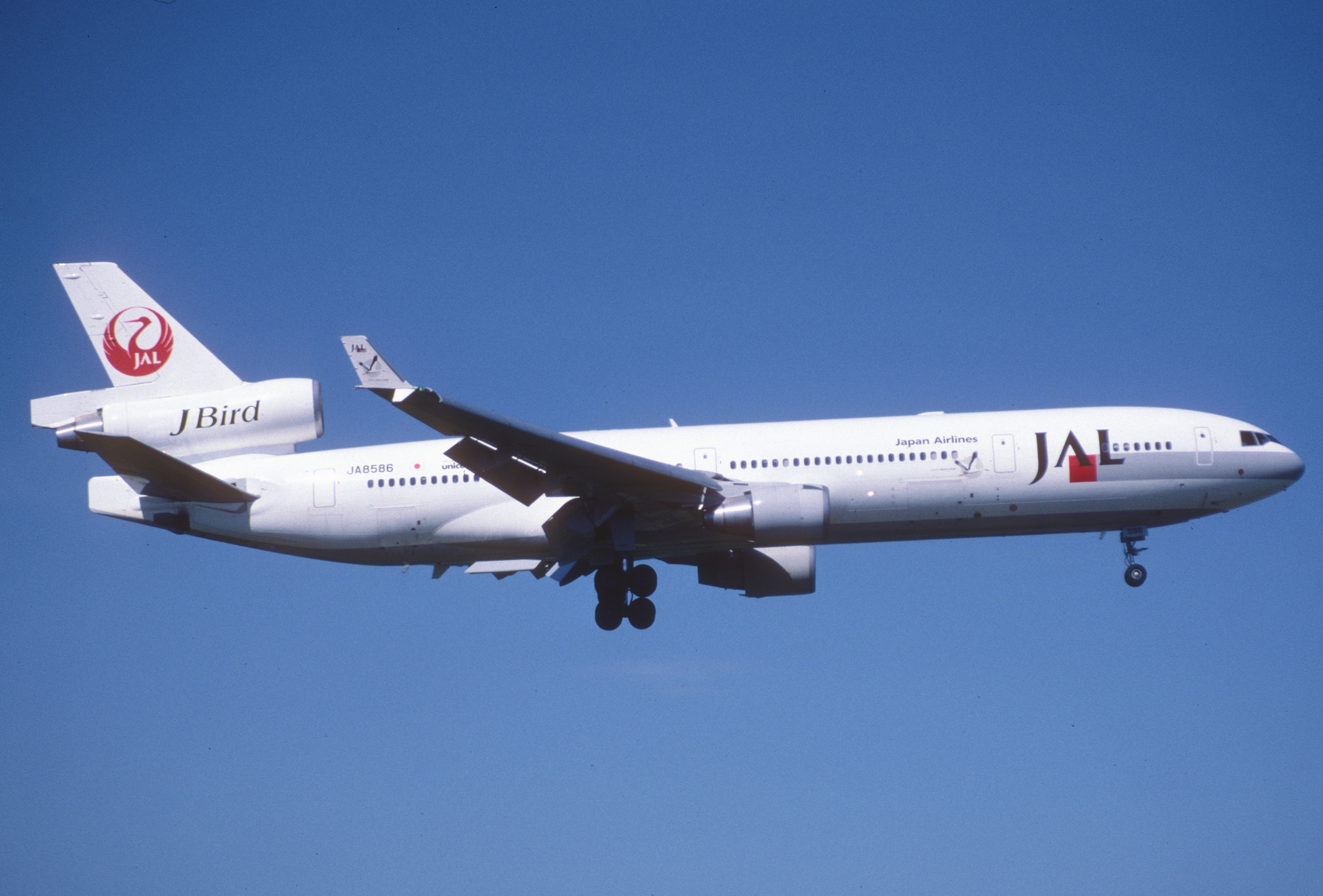
日本航空のMD-11（JA8586「コウノトリ」）

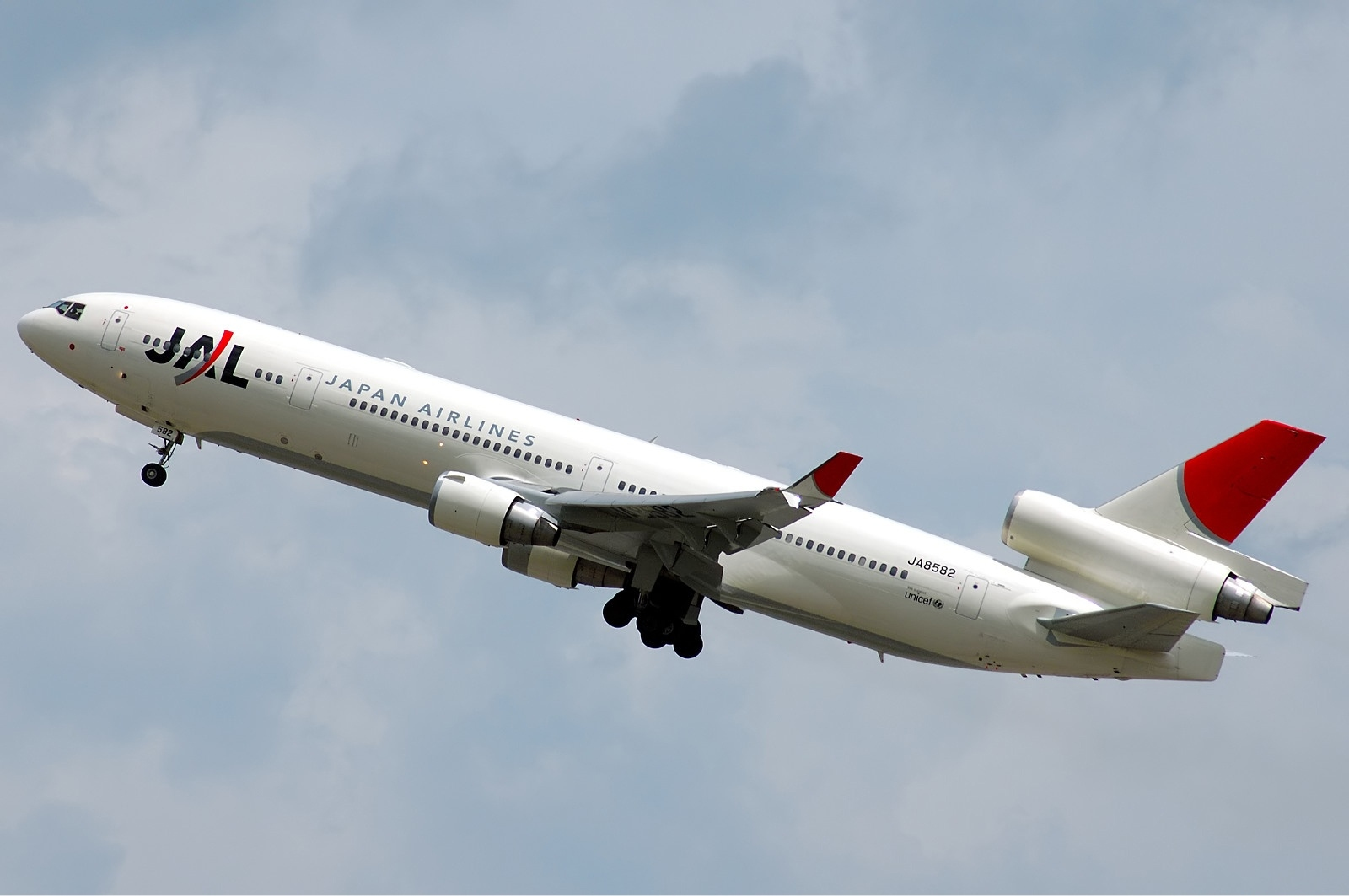
唯一「太陽のアーク」塗装となったJA8582（「タンチョウ」）

日本の航空会社では日本航空が唯一、国際線専用機材として基本型を10機導入し、およそ10年間にわたって運航した。
導入された10機には、整備士を中心とした社内ボランティアグループ「JALメカブラザーズ」の提案で従業員や乗客に親しみをもたせるべく機体別の愛称付与の復活が提案され、乗員部機長らのアイデアで「鳥のように大空を元気に自由に飛んでほしい」という思いを込めた「J-bird（ジェイ・バード）」の愛称が与えられ、リアエンジンのインテーク部には「J Bird」のロゴが入れられた。また愛称候補には機体名の「MD」に因み「マイ・ディアバード」「マイ・ドリームバード」も提案されていた。
各々の機体には日本野鳥の会の協力で選ばれた日本の貴重な野鳥の名称が付けられ、さらにウイングレットにはボーイング747-400と同様の「JAL」ロゴと各機体に付けられた野鳥のイラストと和名・英名表記が描かれた。また野鳥イラストを用いたアパレル商品や音楽CDも発売され収益の一部は野鳥保護活動に寄付された。
日本航空では、短・中距離仕様と長距離仕様の2タイプが各々5機ずつ導入された。前者は中・短距離のアジアやホノルル線で使用されているDC-10-40の後継機として、後者には747-400だと供給過多になる長距離欧米路線に投入するための新型中型機材としての役割が与えられた。選定されたエンジンは、同社の747-400や767-300ERなどと同じGE社製のCF6-80C2ではなく、DC-10-40と同じP&W社製のJT9D系を進化させたPW4000系（PW4460)を選定した。
1993年11月29日にカリフォルニア州ロングビーチのマクドネル・ダグラス社で1号機が引き渡され、翌1994年4月1日の羽田発鹿児島行きで運航開始。国内線でしばらく運航されたのち、導入された全機が国際線で運航された。短・中距離路線では747クラシックやDC-10-40、767-300などと、長距離路線では747-400と共に活躍した。以降は1997年まで10機が導入されたが、オプション分10機の購入はキャンセルされている。
しかし、1994年にデビューしたボーイング777や、その前から飛行していたボーイング767やエアバスA330などの双発中型機が、次々とETOPS180/270などの規制緩和の恩恵を受けるようになると情勢が一変し、経済性で劣る3発機でそれらに対抗するのは不利な状況となっていた。
さらにボーイングとマクドネル・ダグラスが1997年に合併し、ボーイング777の売り込みに併せてMD-11の有利な下取り条件が提示されたことから、2000年頃それらの状況をうけて日本航空はMD-11の退役を決定し、その後継として双発機のボーイング767-300ERの追加導入と777-200ERの新規導入を決定した。
そして2002年から777-200ERの導入がはじまると、MD-11はそれらの導入が進むにつれて急速に中距離路線仕様から退役がはじまり、2004年10月12日の香港発成田行き730便（担当機材はJA8582）をもって全機が退役、10年6カ月の営業運航を終了した。これは先輩格に当たるDC-10（1976年運航開始・2005年全機退役）よりも非常に早く、さらに10年程度の運航期間はコンベア880以来となる「短命機」にもなった。
その後、日本航空より引退した全機がアメリカの貨物専門航空会社「ユナイテッド・パーセル・サービス（UPS）」へ移籍した。移籍後は貨物専用機に改造されUPSの主力機材として活躍しており、日本発着路線にも投入されている。ただ、2016年にそのうちの1機であるN277UP（元JA8587「ノグチゲラ」）が仁川国際空港で後述する離陸失敗事故を起こして全損となり、現在は9機が運航されている。
なお、2004年10月のラストフライトを担当したJA8582のみ当時の日本航空のCIカラー（サンアーク塗装）に塗り替えられたが、それ以外は全て旧鶴丸塗装での退役となった。
| 運航機 | 機体記号 | 製造番号  | 愛称           | 登録年月日 | 退役年月日                                      |
| ------ | -------- | --------- | -------------- | ---------- | ----------------------------------------------- |
| 1号機  | JA8580   | 48571/552 | エトピリカ     | 1993/11    | 2002/9 退役（現N272UP）                         |
| 2号機  | JA8581   | 48572/556 | ヤイロチョウ   | 1993/12    | 2002/7 退役（現N271UP）                         |
| 3号機  | JA8582   | 48573/559 | タンチョウ     | 1994/3     | 2004/10/12 退役（現N279UP）                     |
| 4号機  | JA8583   | 48574/566 | イヌワシ       | 1993/8/11  | 2003/5 退役（現N273UP）                         |
| 5号機  | JA8584   | 48575/568 | ヤンバルクイナ | 1994/9/13  | 2003/6 退役（現N274UP）                         |
| 6号機  | JA8585   | 48576/574 | クマタカ       | 1995/4/4   | 2002/11 退役（現N270UP）                        |
| 7号機  | JA8586   | 48577/583 | コウノトリ     | 1994/4/11  | 2004/8/4 退役（現N278UP）                       |
| 8号機  | JA8587   | 48578/588 | ノグチゲラ     | 1995/6/28  | 2004/5 退役（現N277UP、2016年に事故のため全損） |
| 9号機  | JA8588   | 48579/599 | オジロワシ     | 1996/4/3   | 2003/10 退役（現N276UP）                        |
| 10号機 | JA8589   | 48774/610 | ライチョウ     | 1997/3/    | 2003/7 退役（現N275UP）                         |

### 乗り入れ航空会社
旅客機では、1990年代にはアメリカン航空やデルタ航空、アリタリア航空やヴァリグブラジル航空など多数の航空会社が定期乗り入れ機材として運航したものの、各航空会社からの退役が進んだため2000年代末には日本国内空港から旅客型の乗り入れがほぼ消滅した。唯一フィンランド航空のみが2010年以降も中部 - ヘルシンキ線の機材で使用していたが、これも間もなくして同社からの旅客型MD-11の退役に伴い機材が変更され乗り入れが消滅した。現在貨物機ではユナイテッド・パーセル・サービスやフェデックス・エクスプレス、ルフトハンザカーゴなど多数の航空会社が日本へ乗り入れている。

## 付記

### 事故
MD-11は第四世代ジェット旅客機（アドテク機）の中で最も事故発生率が高かった。実際、同世代のエアバスA330、エアバスA340やボーイング777、イリューシン96に比べると墜落や全損事故の確率が多く、しかもそのうち操縦ミスが原因の事故が4件をしめている。また巡航中に乱高下する重大インシデントも発生していることから操縦系統が敏感すぎることが原因であったといわれている。操縦特性の項目でも触れているように、同等機に比べてMD-11は「操縦が難しい」機体という意見もある。

#### 全損事故

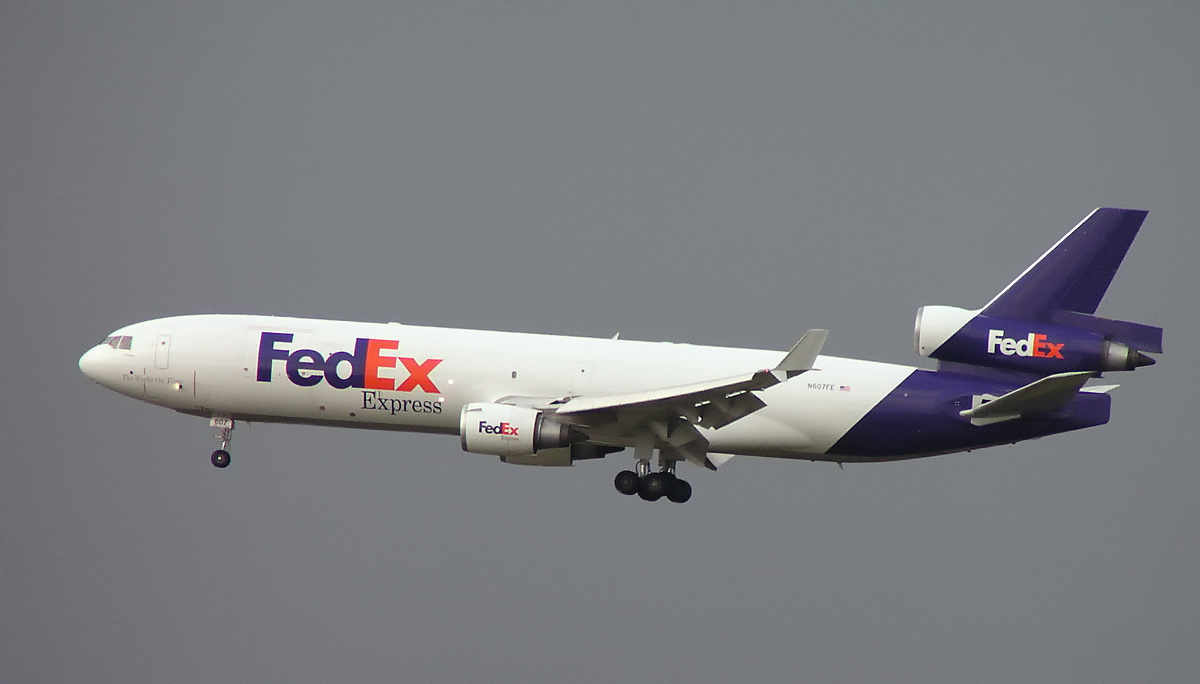
フェデックス・エクスプレスのMD-11F

2016年現在、MD-11の全損事故は10件発生している。そのうちフェデックス・エクスプレスの事故だけでも3件を占めており、いずれも着陸時の事故である。また、機内火災1件以外の9件はいずれも離着陸時に発生しており、うち3件は横転している。
- 1997年7月31日：ニューアーク国際空港に着陸しようとしたフェデラル・エクスプレス14便(N611FE)が不安定になり、着地の後、横転して炎上、機体は全損したが搭乗していた5名は救助された。

- 1998年9月2日：大西洋を飛行していたスイス航空111便(HB-IWF)が、機内天井における機内エンターテインメント設備の不適切な電気配線のために出火、緊急着陸の途中に操縦不能となりニューファンドランド島沖に墜落し乗員乗客229名全員が死亡した。

- 1999年4月15日：中華人民共和国の上海から韓国のソウルに向けて離陸した大韓航空6316便(HL7373)が、指示された飛行高度を誤って認識し、機長が急降下させた。降下率が高すぎたため回復できず上海郊外の住宅地に墜落し、乗員3名と地上にいた5名が死亡した。

- 1999年8月22日：台風の暴風雨のなか香港国際空港へ着陸しようとしたチャイナエアライン（中華航空）642便(B-150)が、不適切な操縦のため強風に煽られ着陸時に横転して地上に激突し爆発炎上した。火はすぐに消し止められたが、乗客3名が死亡した。

- 1999年10月17日：上海浦東国際空港を出発しフィリピンのスービック・ベイ国際空港に着陸しようとしたフェデックス・エクスプレス87便(N581FE)が滑走路で静止することが出来ず、オーバーランし海に突っ込んで大破し水没した。幸い死者は無かった。

- 2009年3月23日：中華人民共和国の広州白雲国際空港発、成田国際空港行きフェデックス・エクスプレス80便(N526FE)が、成田国際空港A滑走路に着陸しようとした際、滑走路上で2度のバウンド後、左に横転して転覆、大破・炎上し滑走路脇へ停止し乗員2名全員が死亡した。同空港内における開港以来初の全損及び死亡事故となった。

- 2009年11月28日：上海浦東国際空港からキルギス行きジンバブエのアヴィエント・アヴィエーションの貨物便が離陸に失敗し爆発炎上、乗員7名中3人が死亡し1人が重傷、3人が軽傷を負った。同空港内における開港以来初の全損及び死亡事故となった。

- 2010年7月27日：フランクフルト空港からリヤド、シャールジャ経由香港国際空港行きルフトハンザ・カーゴ8460便(D-ALCQ)が最初の経由地であるリヤドのキング・ハーリド国際空港で着陸に失敗し、機体が真っ二つに折れて炎上した。乗員2名は軽傷だった。

- 2012年10月13日：マイアミ国際空港発ヴィラコッポス国際空港行きのセンチュリオン・エアカーゴ425便が着陸した際、左側の後輪・エンジン・主翼を損傷したが、乗員3名に怪我はなかった。

- 2016年6月6日：仁川国際空港発テッド・スティーブンス・アンカレッジ国際空港行きのUPS航空機（N277UP、元日本航空JA8587「ノグチゲラ」）が離陸する際、車輪とそのドラッグブレースが破損し、後者が機体に衝突したことでブレーキの油圧システムを損傷させ、機体を滑走路から逸脱させた[22]。

#### その他の事故
ほかにも墜落には至らなかったが、巡航中に不安定となって死傷者を出した事故も発生している。
- 1993年4月6日、上海からロサンゼルスに向かっていた中国東方航空583便(B-2171)が、太平洋上空を飛行中、乗組員が前縁フラップのレバーに誤って触れ、フラップが前方に稼動したため機体は上下に揺れ、下降と上昇を何度か繰り返した後、5000フィートまで高度を落とした。この乱高下事故で2名の乗客が死亡、149名の乗客と7名の乗組員がケガをした。そのうち乗客1名が両脚不随に、客室乗務員1名が頭に重傷を負った。事故による機体外部の損傷はなかったが、客室内は大きな損傷を受けた。なお、この事件を題材にアメリカ合衆国の小説家マイケル・クライトンは、『エアフレーム -機体-』（日本語版:早川書房）を発表[注釈 2]している。

- 1997年6月8日、香港から名古屋に向かっていた日本航空706便(JA8580)が、着陸降下中であった志摩半島上空で突如乱高下し、複数の乗員乗客が負傷した。負傷者のうちの乗員1名が1年8ヵ月後に事故による昏睡状態から回復することなく死亡した。運輸省航空事故調査委員会（当時）は「機長の不適切な操縦が事故を招いた」としたが、後の刑事裁判では「事故機特有の操縦システムの不具合が原因である」として機長は無罪になった。そのため現在でも事故原因をめぐり争いがある（日本航空MD11機乱高下事故）。

### 主要諸元表

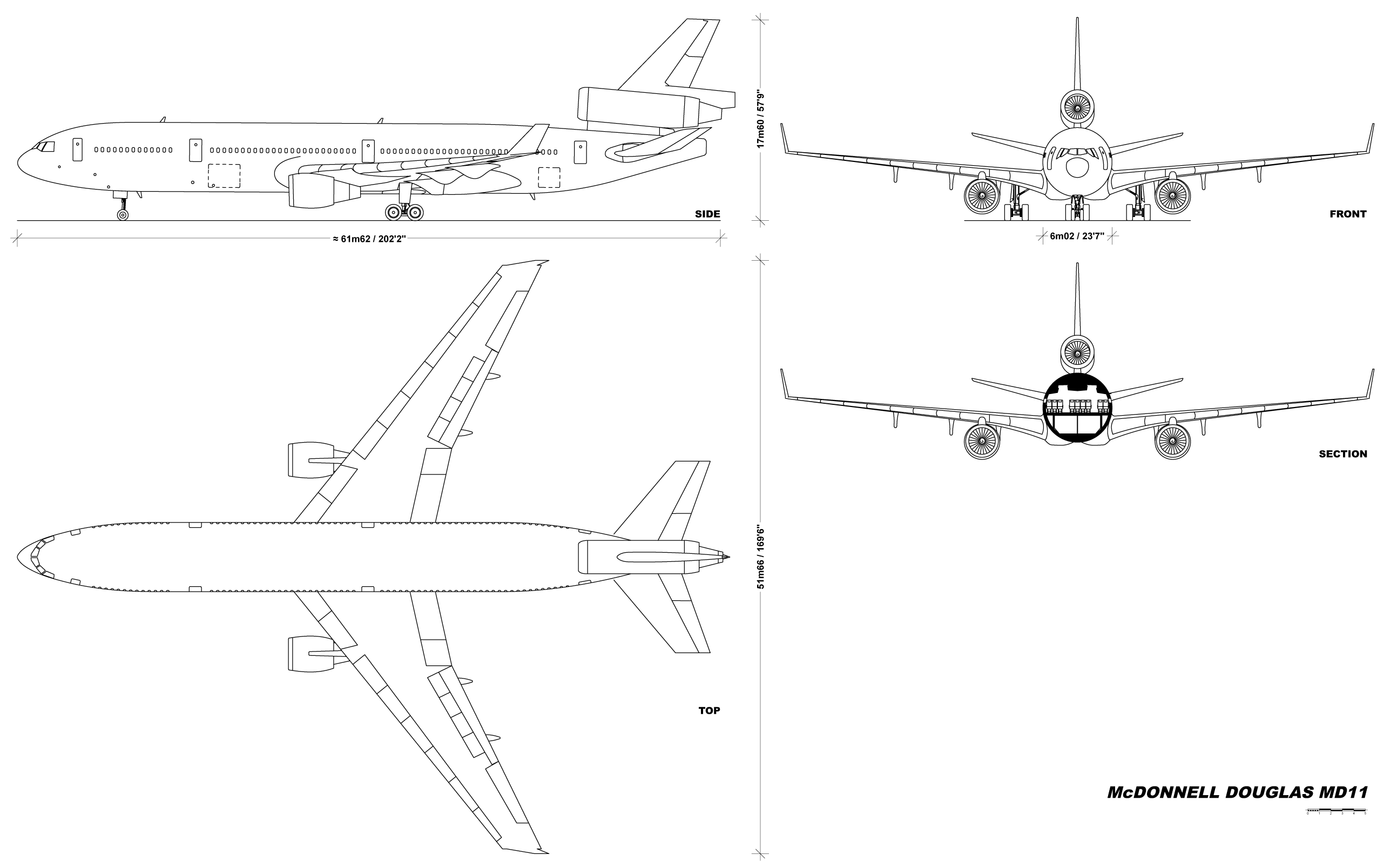

|                 | MD-11 | MD-11F | MD-11C | MD-11ER |
| 乗客数(1クラス) | 410 | - | - | - |
| 乗客数(2クラス) | 323 | - | 204 | - |
| 最大離陸重量    | 602,555 lb (273,314 kg) | 630,500 lb (285,990 kg) | 620,350 lb (283,700 kg) | 630,500 lb (285,990 kg) |
| 航続距離        | 12,633 km | 7,242 km | 12,392 km | 13,408 km |
| 就航マッハ数    | 0.87 (約1050km/h) | 0.87 (約1050km/h) | 0.87 (約1050km/h) | 0.87 (約1050km/h) |
| 全長            | 61.21 m (200 ft 10 in) | 61.21 m (200 ft 10 in) | 61.21 m (200 ft 10 in) | 61.21 m (200 ft 10 in) |
| 翼幅            | 51.66 m (169 ft 6 in) | 51.66 m (169 ft 6 in) | 51.66 m (169 ft 6 in) | 51.66 m (169 ft 6 in) |
| 全高            | 17.60 m (57 ft 9 in) | 17.60 m (57 ft 9 in) | 17.60 m (57 ft 9 in) | 17.60 m (57 ft 9 in) |
| エンジン        | P&W PW4460 ターボファンエンジン 267 kN (60,000 lbf) × 3、またはP&W PW4462 ターボファンエンジン 276 kN (62,000 lbf) × 3、またはGE CF6-80C2D1F ターボファンエンジン 274 kN (61,500 lbf) × 3 | P&W PW4460 ターボファンエンジン 267 kN (60,000 lbf) × 3、またはP&W PW4462 ターボファンエンジン 276 kN (62,000 lbf) × 3、またはGE CF6-80C2D1F ターボファンエンジン 274 kN (61,500 lbf) × 3 | P&W PW4460 ターボファンエンジン 267 kN (60,000 lbf) × 3、またはP&W PW4462 ターボファンエンジン 276 kN (62,000 lbf) × 3、またはGE CF6-80C2D1F ターボファンエンジン 274 kN (61,500 lbf) × 3 | P&W PW4460 ターボファンエンジン 267 kN (60,000 lbf) × 3、またはP&W PW4462 ターボファンエンジン 276 kN (62,000 lbf) × 3、またはGE CF6-80C2D1F ターボファンエンジン 274 kN (61,500 lbf) × 3 |